# General Atomics MQ-1
Die General Atomics MQ-1 Predator (dt. Raubtier) ist ein ferngesteuertes unbemanntes Luftfahrzeug (UAV), auch als Drohne bezeichnet, das zwischen 1995 und 2018 von der US-Luftwaffe eingesetzt wurde. Ihre ursprüngliche Bezeichnung lautete RQ-1 Predator. Die Drohne wurde von General Atomics hergestellt. Sie war bis 2018 der wichtigste Bestandteil der taktischen Luftraumaufklärung der Streitkräfte der Vereinigten Staaten.

## Geschichte

### Entwicklung
Die Entwicklung der Predator geht zurück auf ein geheimes Programm der DARPA zur Entwicklung einer Familie von kleinen Mehrzweck-Hochleistungs-UAVs in den 1980er-Jahren. Hierzu wurde mit dem kleinen Unternehmen Leading Systems Inc. (LSI) ein Vertrag über 200 Mio. US-Dollar zur Entwicklung der Amber abgeschlossen. Gegründet wurde LSI 1983 von dem Luftfahrtingenieur Abraham Karem, einem Mitte der 1970er-Jahre in die USA eingewanderten Iraker, der bereits für die israelischen Streitkräfte als Konstrukteur tätig gewesen war.
Als LSI 1990 Konkurs anmelden und die weitere Entwicklung der Amber aufgeben musste, wurden die Produktionsanlagen von General Atomics übernommen. 1993 wurde dort die Abteilung Aeronautical Systems Inc. gegründet und man konzentrierte sich danach auf eine abgespeckte Exportversion der Amber, die über weniger komplexe Avionik und einfachere Aufklärungssysteme verfügte. Diese als Gnat 750 bezeichnete Maschine flog noch bei LSI Mitte 1989 zum ersten Mal und stellt den Vorläufer der Predator dar. Das bis zum Juni 1996 andauernde Programm wurde als Advanced Concept Technology Demonstration (ACTD) bezeichnet. Dieses brachte im Frühjahr 1995 die erste RQ-1A Predator hervor.

### Einsätze

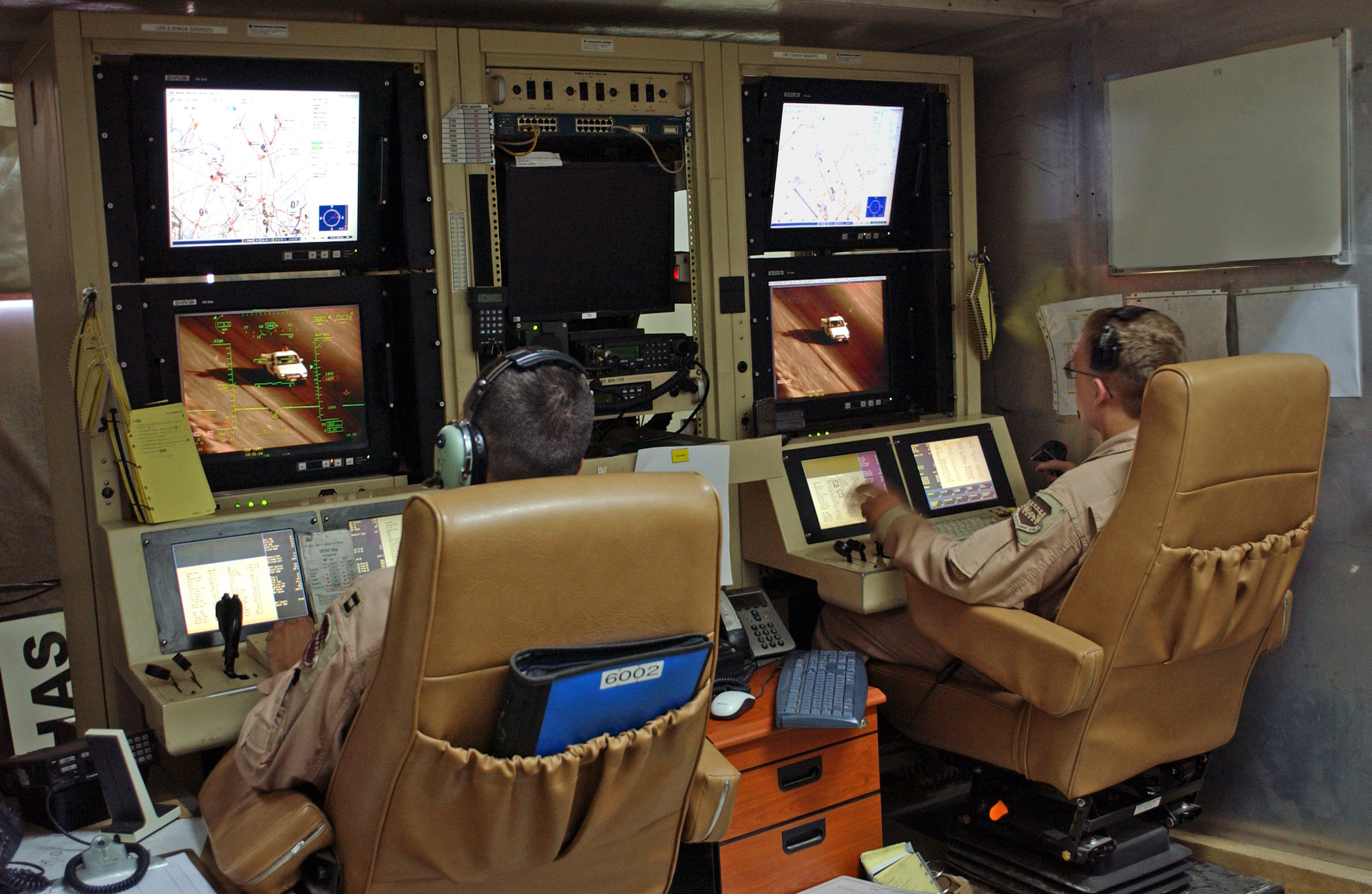
Steuerungseinheit in der Bodenstation (GCS)

Die Predator kann ein Gebiet rund 24 Stunden lang mit Fernsehkameras für Tageslicht sowie Wärmebildkameras für Schlechtwetter- und Nachtsicht und einem Synthetic Aperture Radar aufklären. Dabei erfolgt die Steuerung über eine Bodenstation, die mittels 6,25-Meter-Ku-Band-Satellitenverbindung und C-Band-Funk mit der Drohne in Verbindung steht. Die Standardmannschaft für einen 24-stündigen Einsatz des Systems umfasst 55 Personen, wobei für den eigentlichen Einsatz nur jeweils ein Pilot und zwei Sensoroperatoren benötigt werden.

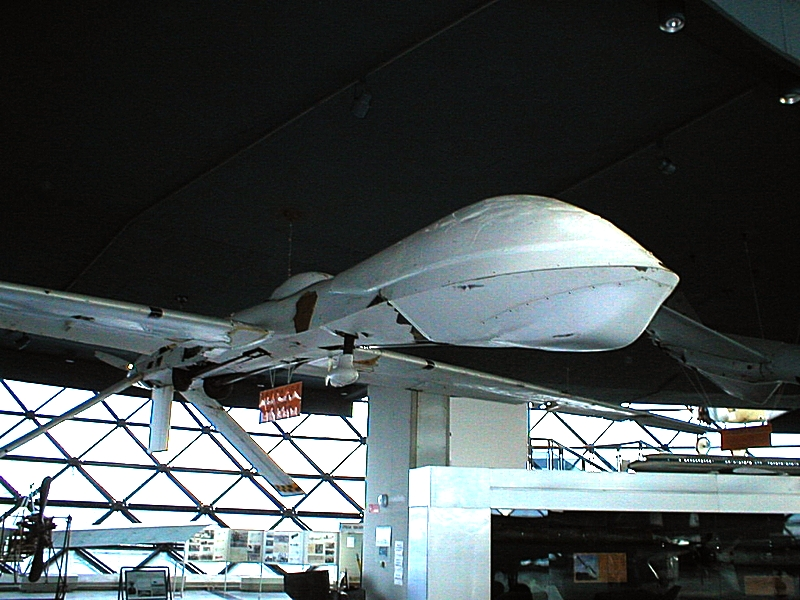
Abgeschossene RQ-1 Predator im „Aeronautical Museum“ in Belgrad

Die Predator wurde bisher (Stand 2017) in Afghanistan, Pakistan, Bosnien, Serbien, Irak, Libyen, Jemen, Syrien und Deutschland beim G20-Gipfel in Hamburg eingesetzt.
Während des ACTD-Programms drängte die CIA darauf, die Drohne auf dem Balkan zu testen. So kam es im Sommer 1995 zum ersten Einsatz der RQ-1A. Die Drohne erwies sich schnell als Erfolg.
Die 11. Reconnaissance Squadron der USAF wurde am 29. Juli 1995 auf der Nellis Air Force Base reaktiviert; sie wurde die erste USAF-Squadron, die Drohnen flog.
Während des Kosovokriegs gingen mindestens drei Predator-Drohnen verloren (SN 95-3017, SN 95-3019, SN 95-3021), wobei mindestens eine von einer 9K31 Strela-1-Luftabwehrrakete abgeschossen wurde. Diese Predator kann heute am Flughafen Belgrad in einem Museum besichtigt werden.

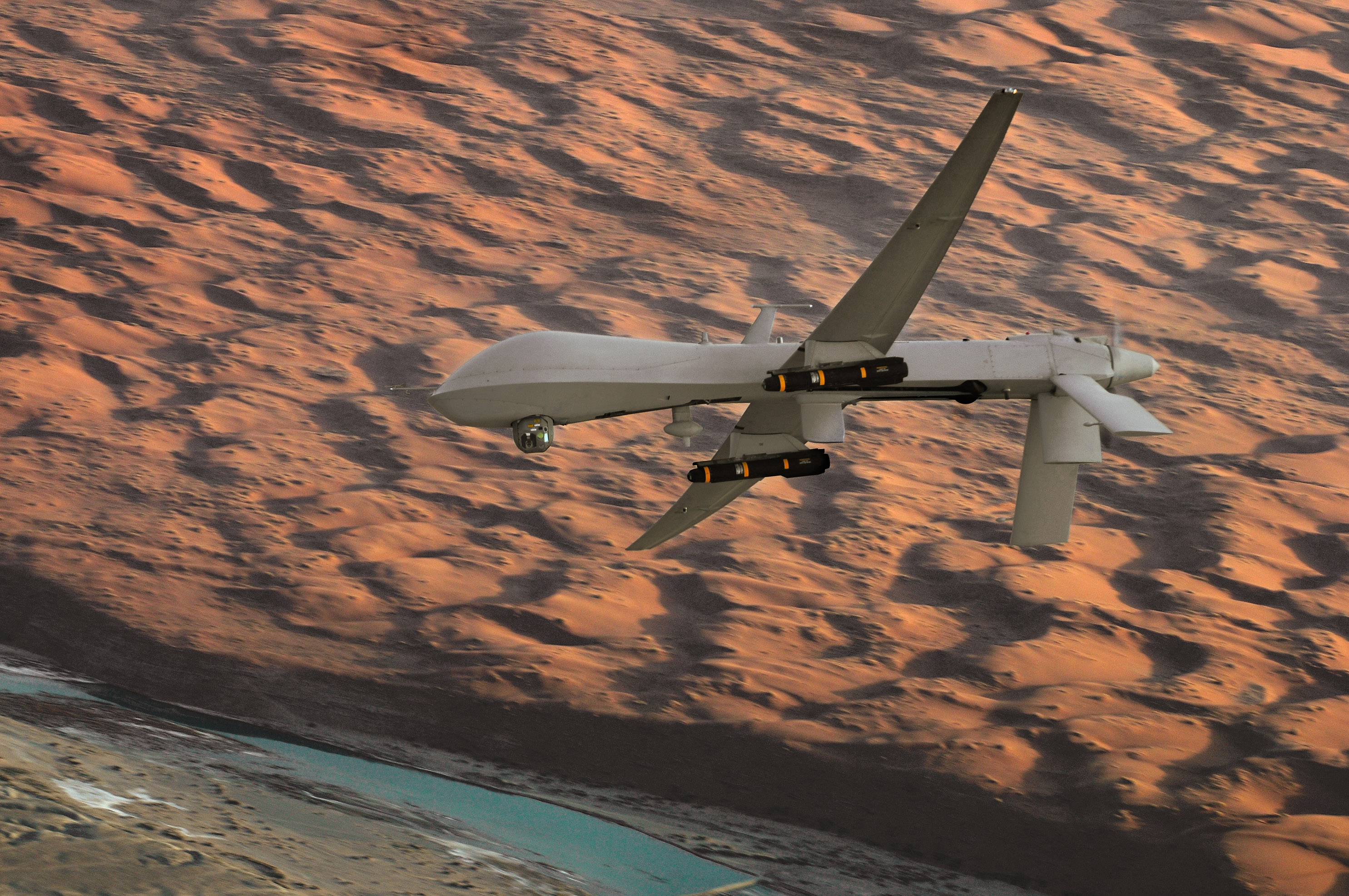
MQ-1 Predator im Einsatz über dem Süden Afghanistans

Nach den Terroranschlägen vom 11. September 2001 wurde die RQ-1 Predator massiv im Krieg gegen den Terror eingesetzt. Dabei machte der Einsatz in Afghanistan enorme Schwierigkeiten. Von den etwa 60 eingesetzten RQ-1-Drohnen gingen 20 verloren, wobei vermutlich keine feindlichem Feuer zum Opfer fiel. Ein Großteil der Maschinen erlitt im afghanischen Hochland Systemausfälle durch Vereisung. Die unerwartet hohe Verlustrate führte zu massiver Kritik innerhalb des Verteidigungsministeriums der Vereinigten Staaten, da Fehler in der operativen Planung festgestellt wurden. Infolgedessen wurden verschiedene Upgrades im Bereich der Avionik umgesetzt sowie in späteren Ausführungen ein Enteisungssystem eingebaut. Basierend auf Erfahrungen in Afghanistan wurde die RQ-1 zur MQ-1 weiterentwickelt. Das bisherige Einsatzspektrum – taktische Luftaufklärung, Luftüberwachung und Zielerfassung – wurde um die Luftnahunterstützung erweitert.
Wie bereits die RQ-1 wurde auch die MQ-1 für die Terrorbekämpfung in die Dienste der CIA übernommen.

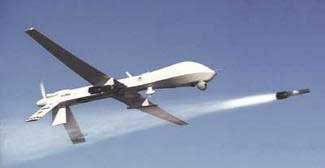
Predator beim Abfeuern einer Hellfire-Rakete

Insgesamt wurden hunderte Einsätze der Predator zum Zweck der gezielten Tötung von Menschen bekannt. Zum Beispiel wurde während des Krieges in Afghanistan am 7. Februar 2002 ein Autokonvoi beschossen, in dem Osama bin Laden vermutet wurde. Er befand sich jedoch nicht unter den dabei Getöteten. Am 3. November 2002 wurde im Jemen ein Auto beschossen, wobei sechs mutmaßliche al-Qaida-Mitglieder starben, darunter Ali Qaed Sinan al-Harthi, der als Drahtzieher des Anschlags auf die Cole galt.
Bei Einsätzen der Predator in Pakistan seit 2004 wurden insgesamt mehrere tausend Menschen getötet oder verletzt, darunter mehrere hundert Zivilisten und Unbeteiligte. So wurde am 3. Dezember 2005 mit Hilfe der MQ-1 ein Safehouse (als Privathaus getarntes Versteck) der al-Qaida in Pakistan beschossen. Bei dem Angriff wurden Abu Hamza Rabi’a, mutmaßlich „Nummer 3“ der al-Qaida, und vier weitere Männer getötet. Ende Januar 2008 sollen sein Nachfolger Abu Laith al-Libi und einige weitere Männer ebenfalls durch einen Predator-Angriff getötet worden sein. Am 5. August 2009 wurde Baitullah Mehsud, Gründer der Tehrik-i-Taliban Pakistan, durch eine von einer Predator-Drohne abgefeuerte Hellfire-Rakete getötet.
Am 23. Dezember 2002 drang eine mit zwei FIM-92 Stinger bewaffnete RQ-1 in den irakischen Luftraum ein. Nach einem Lock-On auf einen aufgestiegenen irakischen Abfangjäger, eine MiG-25PD Foxbat, feuerte dieser einen Lenkflugkörper auf die Drohne ab. Der Operateur der Drohne versuchte erfolglos, diesen mit einer Stinger abzuwehren; der Lenkflugkörper zerstörte die Drohne. Im Dezember 2009 wurde bekannt, dass nicht alle Bildübertragungen der Drohnen abhörsicher waren und einige durch Dritte abgefangen wurden, zum Beispiel mit dem Computerprogramm SkyGrabber. Im März 2015 verloren die US-Streitkräfte zum ersten Mal seit Beginn ihrer Luftangriffe auf Ziele der Terrororganisation „Islamischer Staat“ (IS) eine Predator-Drohne.

## Konstruktion
Der Predator ist ein Druckpropeller-Flugzeug (Pusher). Der Propeller befindet sich am hinteren Ende des Rumpfes, hinter den drei Leitwerken.
Das V-Leitwerk am Heck weist zum Schutz des Propellers nach unten. Zwischen den V-Leitwerksflossen befindet sich eine vertikal nach unten weisende dritte Stabilisierungsfläche. Die Tragflächen haben – wie bei einem Segelflugzeug – eine hohe Streckung, da der Predator für eine relativ geringe Fluggeschwindigkeit optimiert ist. Der Predator hat ein einziehbares Dreibeinfahrwerk.
Sensorik und Telekommunikation liegen – vom Antrieb unbeeinflusst – im Bugbereich. Die Sensorik ist nach vorwärts/abwärts gerichtet, die Telekommunikation mittels Parabolantenne nach oben. Die Antenne liegt unter einem Radom.

## Varianten

### RQ-1 Predator

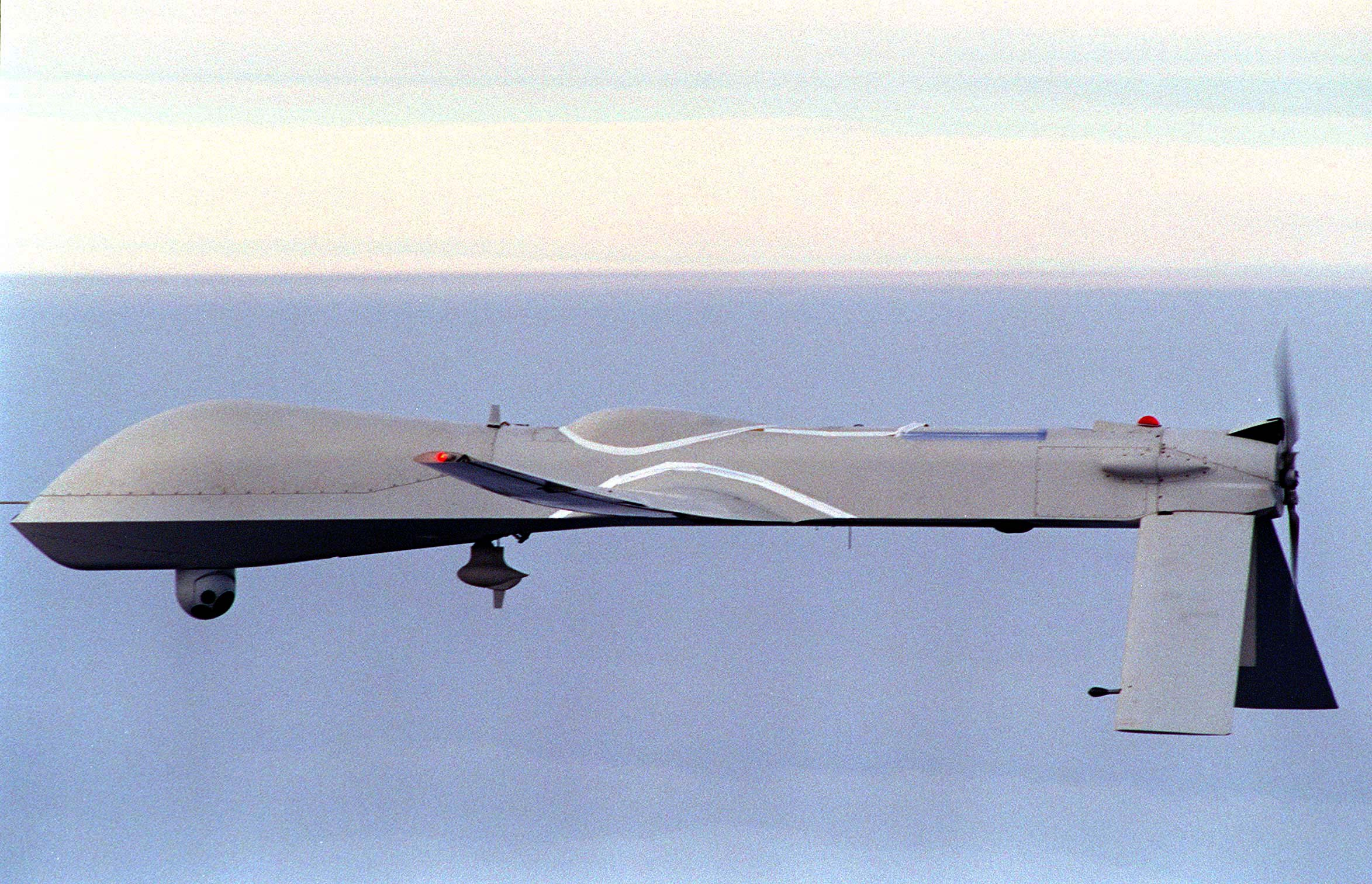
RQ-1 Predator (SN 95-1205)

Die Variantenbezeichnungen der RQ-1 weichen deutlich von den im Bezeichnungssystem für Luftfahrzeuge der US-Streitkräfte festgelegten Verfahren ab. RQ-1A steht hier für das gesamte Predator-System, das typischerweise vier UAVs umfasst. Dies waren entweder Rotax-912UL-angetriebene RQ-1K oder die verbesserten RQ-1L mit Rotax-914-Triebwerken. Hinzu kam die als RQ-1P GCS (Ground Control Station) bezeichnete Bodenstation und das Satellitenverbindungsteil TSQ-190(V). Das RQ-1B-System verwendet die MQ/RQ-1L UAVs, die RQ-1Q-Bodenstation und die PPSL- (Predator Primary Satellite Link) Satellitenverbindung. Die RQ-1B-Konfiguration wird als zuverlässiger bezeichnet und besitzt zudem zwei Ku-Band-Verbindungen zur simultanen Steuerung von zwei RQ-1L.
Die RQ-1 wurde von der 11., 15. und 17. Aufklärungsstaffel der U.S. Air Force eingesetzt. Wichtigster Stützpunkt war dabei das Indian Springs Air Field, das 2005 in Creech AFB umbenannt wurde. Wegen der relativ schwachen Motorisierung wurde für Start und Landung dieser Drohne, die immerhin die ungefähre Größe einer Cessna 172 besitzt, eine 1,5 km lange Piste benötigt.

### MQ-1 Predator

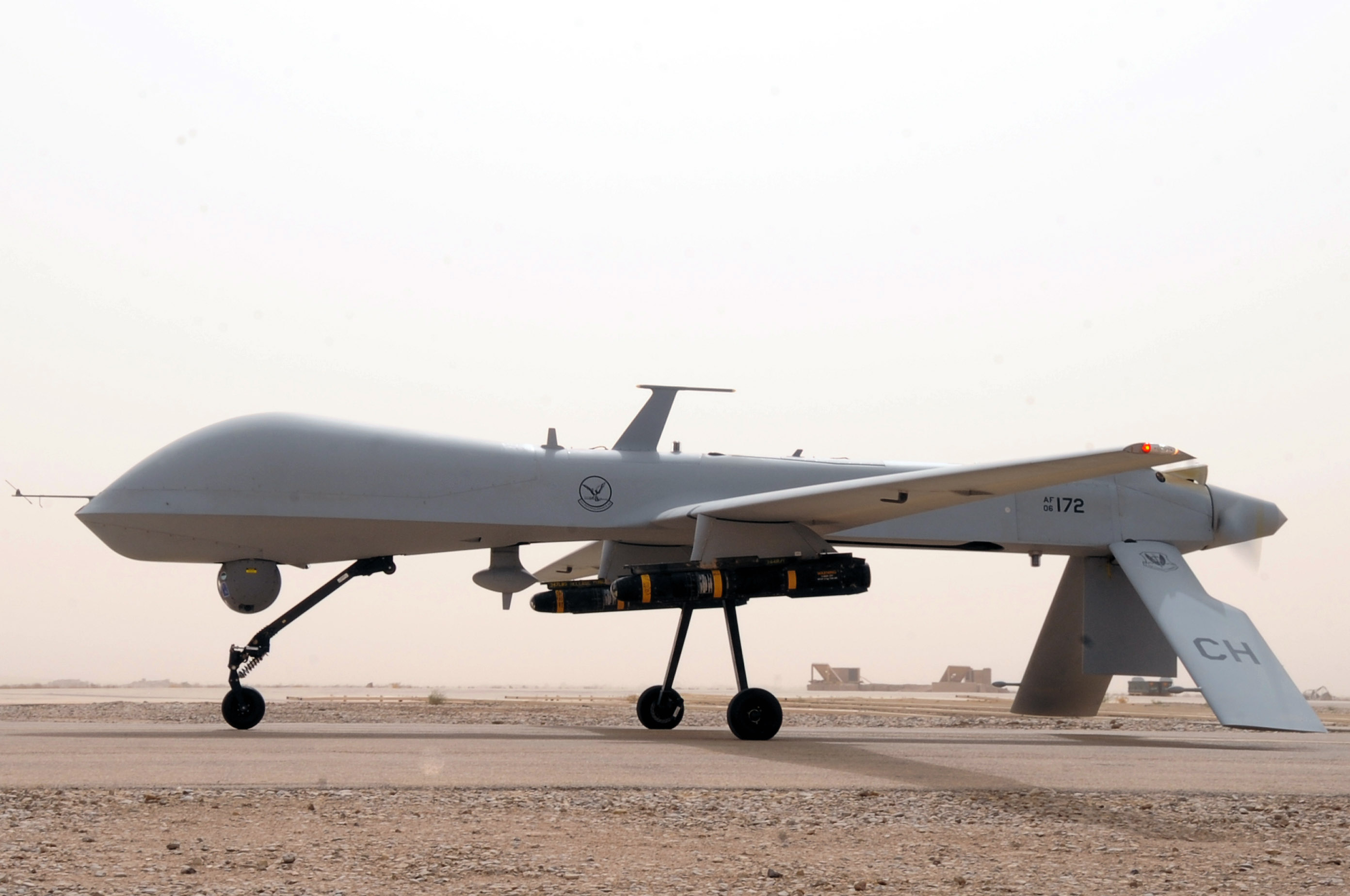
MQ-1B Predator

Insbesondere anlässlich der Suche nach Osama bin Laden in Afghanistan stand das US-Militär vor dem Problem, dass zwischen der Zielerkennung und dem angeforderten Luftschlag oft Stunden vergingen. Naheliegend war deshalb, den Luftschlag mit der Drohne selbst auszuführen. Aus dieser Anforderung ging die MQ-1 Predator hervor.
„M“ steht für Multi-Role, das „Q“ für unbemanntes Flugzeug. Diese Version kann Ziele nicht nur erkennen und beobachten, sondern auch zu deren Bekämpfung eingesetzt werden. Die Ausstattung umfasst ein zusätzliches multispektrales Zielsystem, mit dem zwei mitgeführte AGM-114-Hellfire-Raketen per Lasermarkierung ins Ziel gelenkt werden können. Damit handelt es sich bei der MQ-1 Predator um das erste unbemannte „Kampfflugzeug“ und sie stellt somit einen Meilenstein in der militärischen Flugzeugentwicklung dar, welche durch die MQ-1 eine neue Richtung erhält.
Wie bereits bei der RQ-1 stellt die A-Version der MQ-1 das Vorserienmodell dar. Die ersten Serienmaschinen wurden an das 17. Aufklärungsschwadron der US-Luftstreitkräfte in Indian Springs (Nevada) ausgeliefert und unter der Bezeichnung MQ-1B geführt. Die umgebauten RQ-1K- und L-Maschinen werden unter der Bezeichnung MQ-1K und L betrieben. Im März 2011 wurde die letzte Drohne an die USAF ausgeliefert. Sie soll in Zukunft durch die MQ-9 Reaper ersetzt werden. Die Produktion wurde 2015 eingestellt.

### MQ-9 Reaper
Eine weitgehende Neuentwicklung auf Basis der MQ-1 stellt die zunächst mit „Predator B“ bezeichnete MQ-9 Reaper dar („Reaper“ = Sensenmann). Unter anderem wurde der bisherige Kolbenmotor durch ein Honeywell-TPE331-Turboprop-Triebwerk ersetzt. Die MQ-9 ist größer als die MQ-1 und erreicht eine höhere Reichweite, Flugdauer und Geschwindigkeit. Des Weiteren verfügt sie über eine höhere Waffentragfähigkeit, wodurch ein größeres Spektrum an Raketen und Bomben eingesetzt werden kann.
Der Erstflug des Prototyps erfolgte am 2. Februar 2001. Seit dem 25. September 2007 setzte die USAF die MQ-9 auch in Afghanistan ein.

### MQ-1C Gray Eagle

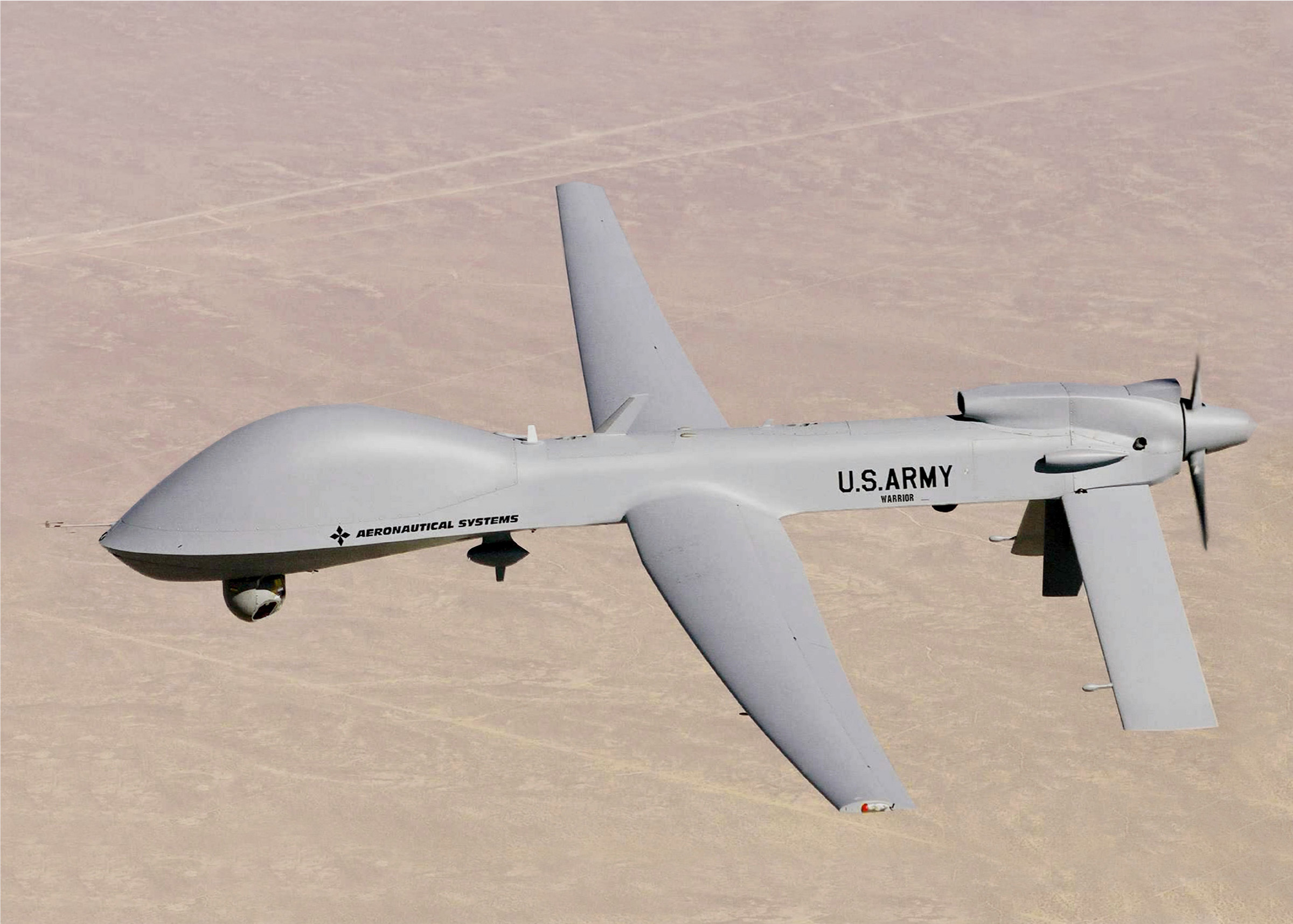
MQ-1C Gray Eagle

Die MQ-1C Gray Eagle ist eine für das US-Heer weiterentwickelte MQ-1B Predator und hob zum ersten Mal am 6. Juni 2007 ab. Sie ist mit dem 100-kW-Vielstoffmotor Thielert Centurion 1.7 ausgerüstet, welcher der Drohne eine höhere Nutzlast ermöglicht, bei gleichzeitig verbesserten Flugleistungen. Seit 2008 ersetzt die auch als ERMP-UAV (Extended-Range Multi-Purpose) klassifizierte MQ-1C beim US-Heer die RQ-5 Hunter, wodurch vor allen Dingen die Luftnahunterstützung verbessert werden soll. Die US-Army bezeichnete die MQ-1C zunächst als MQ-12 Warrior (auch Warrior Alpha oder Sky Warrior), allerdings lehnte das Pentagon diese Bezeichnung ab und änderte sie in MQ-1C um. Im August 2010 erhielt die MQ-1C dann noch den Beinamen Grey Eagle. Der Hersteller bezeichnet die Drohne ausschließlich als „Gray Eagle“.
General Atomics bot die MQ-1C der US-Marine auch im Rahmen des „Maritime Surveillance“-Programms an. Dabei hätte die MQ-1C in Kombination mit der P-8 Poseidon die Seeüberwachung der US-Marine übernehmen sollen. Im entsprechenden Auswahlverfahren unterlag die MQ-1C aber im August 2008 der RQ-4N von Northrop Grumman, die inzwischen in MQ-4C umbenannt wurde.

### Predator C
Am 20. April 2009 absolvierte ein als vorläufig „Predator C“ bezeichnetes UAV seinen Jungfernflug. Die Maschine basiert auf der MQ-9 Reaper (besteht also weitgehend aus Verbundwerkstoffen), verwendet aber als erstes Predator-Modell ein Mantelstromtriebwerk. Dabei handelt es sich um das Modell PW545B von Pratt & Whitney Canada, das bereits beim Geschäftsreiseflugzeug Cessna Citation XLS eingesetzt wird. In Kombination mit den 20,1 m langen Tragflächen, welche jetzt eine Pfeilung von 17 Grad besitzen, erreicht die „Predator C“ eine Höchstgeschwindigkeit von rund 740 km/h. Die Einsatzflughöhe steigt auf über 18.000 m. Die Bewaffnung oder die zusätzliche Sensorausrüstung wird in einem etwa 3 m langen zentralen Schacht mitgeführt. Die „Predator C“ wird von General Atomics inzwischen als Avenger bezeichnet.

## Technische Daten

Risszeichnung

| Kenngröße             | Daten der MQ-1B Predator                                 | Daten des MQ-1C Gray Eagle                                             |
| --------------------- | -------------------------------------------------------- | ---------------------------------------------------------------------- |
| Länge                 | 8,23 m                                                   | 8,00 m                                                                 |
| Spannweite            | 14,84 m                                                  | 17,00 m                                                                |
| Höhe                  | 2,10 m                                                   | 2,10 m                                                                 |
| Leermasse             | 512 kg                                                   | k. A.                                                                  |
| normale Startmasse    | ca. 850 kg                                               | k. A.                                                                  |
| max. Startmasse       | 1020 kg                                                  | 1451 kg                                                                |
| Nutzlast              | 204 kg                                                   | 488 kg                                                                 |
| Tankkapazität         | 405 l                                                    | k. A.                                                                  |
| Höchstgeschwindigkeit | 222 km/h                                                 | k. A.                                                                  |
| Marschgeschwindigkeit | 180 km/h                                                 | 250 km/h                                                               |
| Dienstgipfelhöhe      | 7620 m                                                   | 8840 m                                                                 |
| Einsatzradius         | 740 km                                                   | ca. 400 km                                                             |
| Reichweite            | 3704 km                                                  | k. A.                                                                  |
| max. Flugdauer        | ca. 40 h                                                 | ca. 36 h                                                               |
| Antrieb               | ein Rotax-914-TC-Kolbenmotor mit 78 kW (106 PS) Leistung | ein Vielstoffmotor Thielert Centurion 1.7 mit 100 kW (135 PS) Leistung |

## Bewaffnung

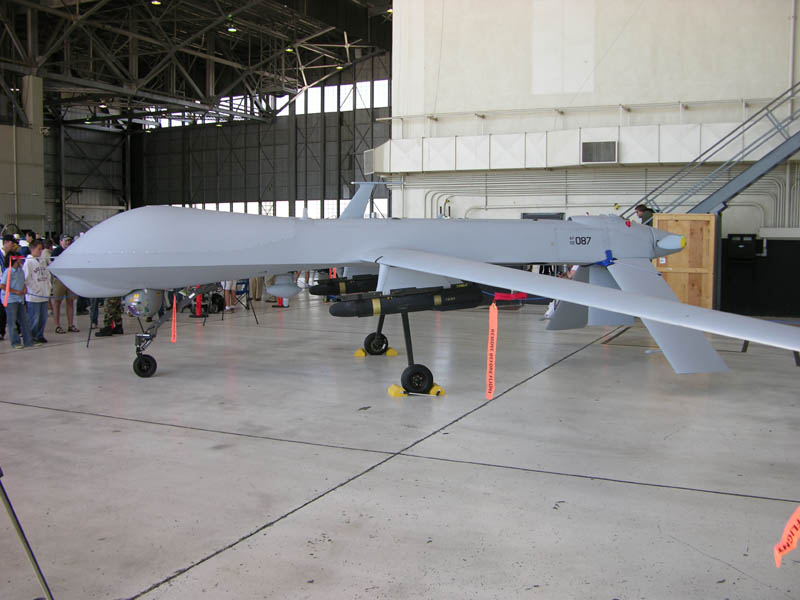
MQ-1 Predator mit AGM-114 Hellfire auf der Edwards AFB

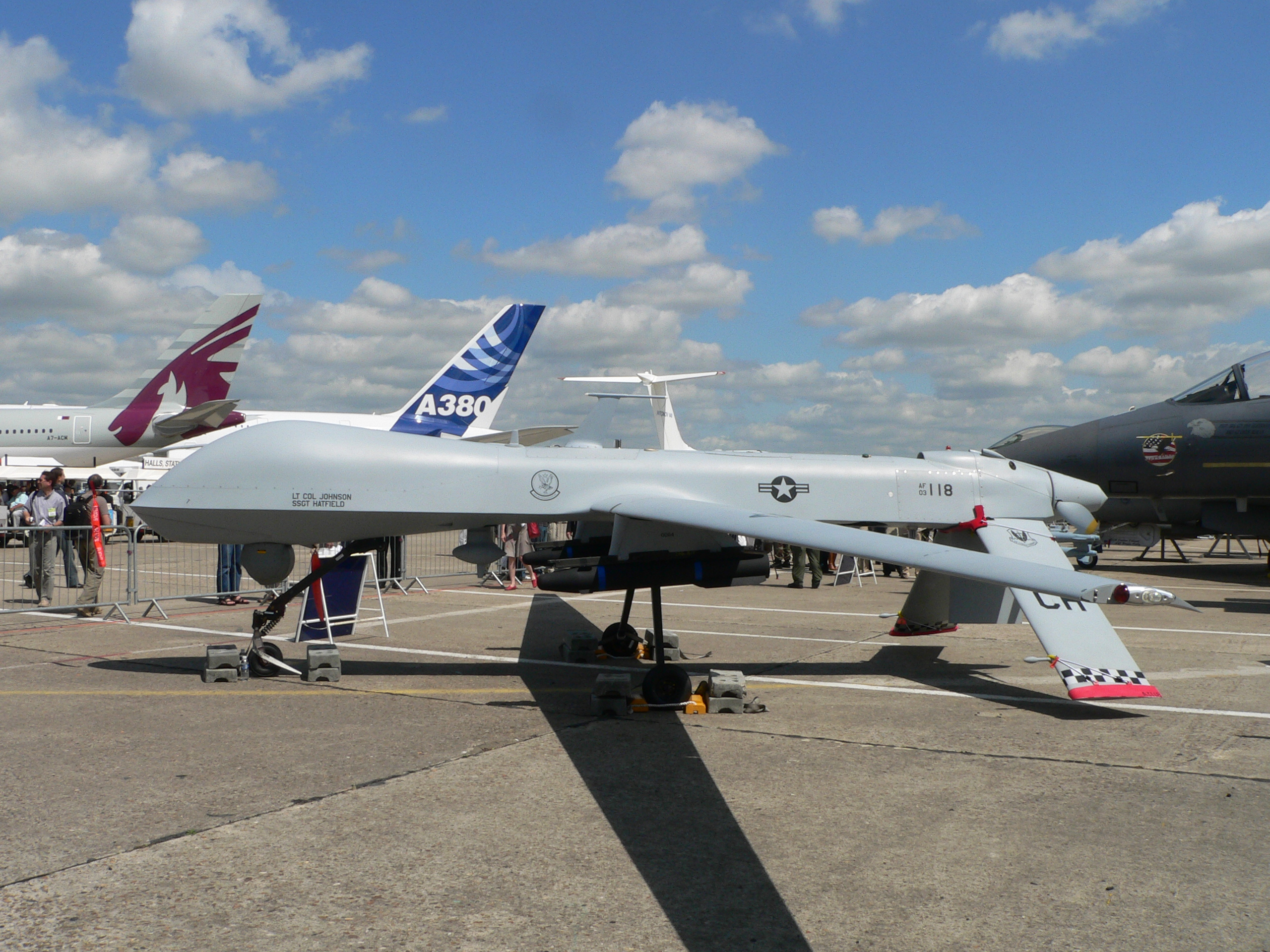
MQ-1 Predator auf der Pariser Luftfahrtschau 2007

### MQ-1B Predator
Bewaffnung bis zu 204 kg an zwei Außenlaststationen:
Luft-Luft-Lenkflugkörper
2 × ATAS-(Air To Air Stinger)-Doppel-Lenkwaffenwerfer für je 2 × Raytheon AIM-92 „Stinger“ – infrarotgesteuerte Kurzstrecken-Luft-Luft-Lenkflugkörper
Luft-Boden-Lenkflugkörper
2 × M299-Startschiene mit je einer Boeing Corp/Martin Marietta AGM-114K-2 / AGM-114M „Hellfire“ – lasergesteuerter Luft-Boden-Lenkflugkörper
Gelenkte Bomben
2 × Leidos GBU-69 „Small Glide Munition“ (laser- und GPS-gelenkte 27-kg-Gleitbombe)

### MQ-1C Gray Eagle
Bewaffnung bis zu 360 kg an vier Außenlaststationen:
Luft-Luft-Lenkflugkörper
4 × ATAS-(Air To Air Stinger)-Doppel-Lenkwaffenwerfer für je 2 × Raytheon AIM-92 „Stinger“ – infrarotgesteuerte Kurzstrecken-Luft-Luft-Lenkflugkörper
Luft-Boden-Lenkflugkörper
4 × M279-Startschiene mit je 2 × Boeing Corp/Martin Marietta AGM-114K-2 / AGM-114M „Hellfire“ – lasergesteuerter Luft-Boden-Lenkflugkörper
4 × M279-Startschiene mit je 2 × Lockheed Martin AGM-179 „JAGM“ – laser- bzw. radargesteuerten Panzerabwehrlenkwaffen
6 × Raytheon AGM-175 „Griffin“ – halbaktiv laser- und GPS-gelenkter Luft-Boden-Lenkflugkörper
Gelenkte Bomben
4 × Northrop Grumman GBU-44/B „Viper Strike“ (laser- und GPS-gelenkte 20-kg-Gleitbombe)
4 × Leidos GBU-69 „Small Glide Munition“ (laser- und GPS-gelenkte 27-kg-Gleitbombe)

## Nutzer
Vereinigte Staaten
Die MQ-1 werden zusammen mit den MQ-9 von folgenden Militärflugplätzen betrieben:
- Creech Air Force Base, Nevada
- Cannon Air Force Base, New Mexico
- Davis-Monthan Air Force Base Arizona
- Ellington Field Joint Reserve Base, Texas
- Hancock Field Air Reserve Base, New York
- Hector Field Air National Guard Base, North Dakota
- March Joint Air Reserve Base, Kalifornien
- Nellis Air Force Base, Nevada
- Whiteman Air Force Base, Missouri

Weitere Stationierungsorte sind (Stand Ende 2011) geplant in:
- Joint Base Pearl Harbor-Hickam, Hawaii
- Shaw Air Force Base, South Carolina

 Türkei
- Die Türkei will Reaper-Drohnen kaufen. Der US-Kongress verweigert aber die Exportgenehmigung dafür.[18] Als Ersatz wurden auf dem türkischen Militärflugplatz Incirlik Air Base US-Predator-Drohnen stationiert, die in Zusammenarbeit mit der türkischen Luftwaffe eingesetzt werden.

 Italien

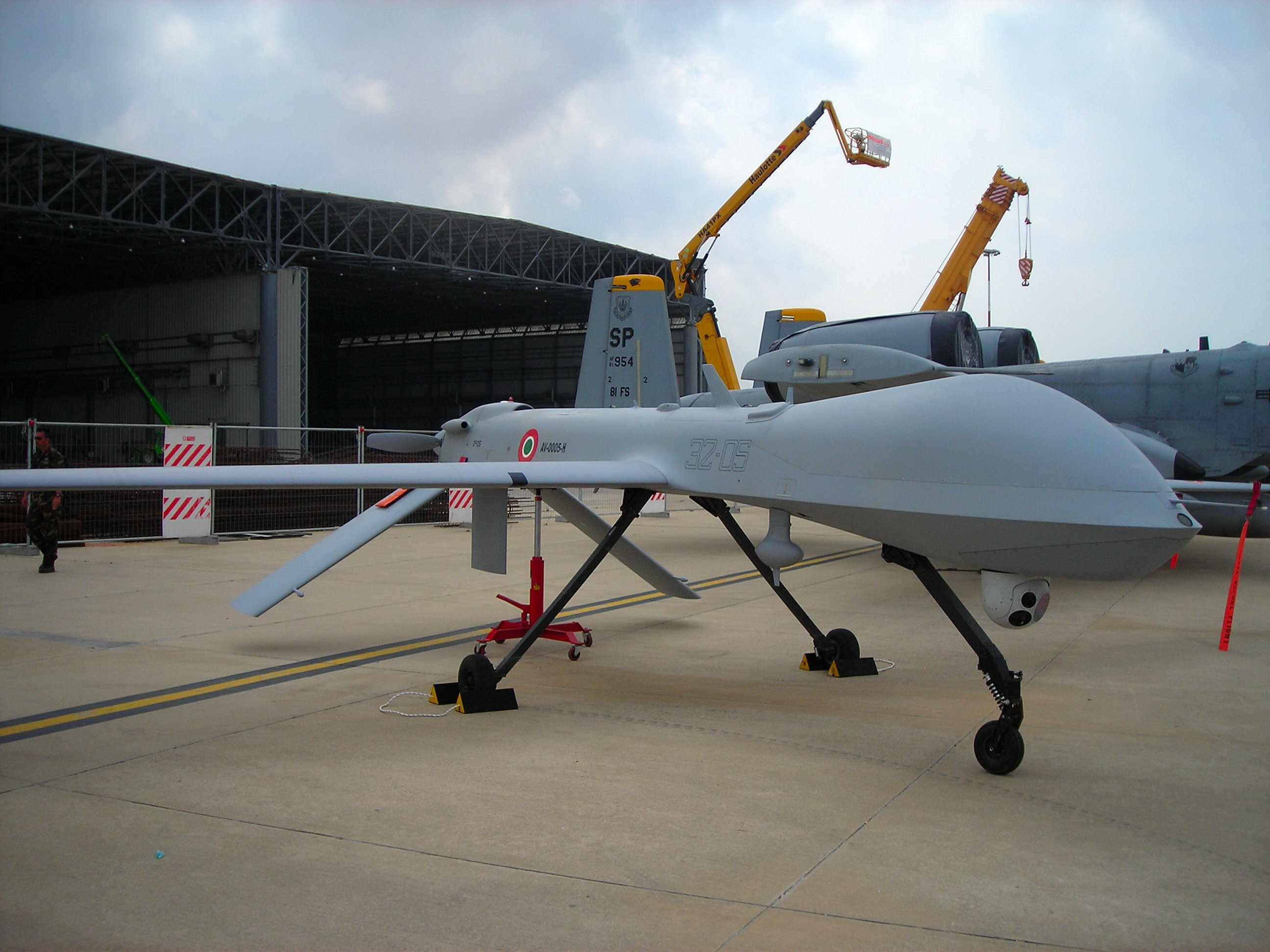
RQ-1 der italienischen Luftwaffe

Italien hat ebenfalls Drohnen des Typs RQ-1 gekauft, die letzte von General Dynamics hergestellte Drohne des Typs wurde 2015 an Italien ausgeliefert.